# Henri Duclos
Henri Duclos (Limós, 19 d'agost del 1902 - ?, 1 de març del 1984) va ser un metge i escriptor en llengua francesa, rossellonès d'adopció. Fou cap del servei d'electroradiologia dels hospitals de Perpinyà (1936-1967).

## Biografia
Es doctorà en medicina a la Facultat de Medicina de París el 1927. Després de treballar un temps com a ajudant a la secció de radiologia de l'Hospital Laennec de París (fins al 1936), va ser cap de radiologia de l'hospital de Sant Joan de Perpinyà. Durant la Segona Guerra Mundial, i juntament amb el doctor André Benech -director de l'hospital- va ser detingut pels alemanys el 8 de juny del 1944 i internat als camps de concentració de Theresienstadt i Neuengamme on redactà el poemari Chemin de croix. Acabada la guerra, fou guardonat pel seu paper en la resistència francesa.
Gran amant de la literatura (la seva tesi doctoral analitzava Anton Txékhov com a metge i escriptor), conreà la literatura en francès publicant novel·les als anys vint i trenta del segle XX, assaigs (com una biografia de René Laënnec), obres de caràcter religiós després de la guerra i poesia tot al llarg de la seva vida. A més de llibres, va fer articles de revista especialment a la nord-catalana La Tramontane, i deixà inèdita una autobiografia (Le grand pari, 1966). Va ser "Mestre de Jocs" o Maître ès Jeux del Jòcs Florals occitans del 1962. També fou membre de la "Compagnie Littéraire du Genêt d'Or", la secció francesa dels Jocs Florals de la Ginesta d'Or i, juntament amb en Carles Grandó, en va ser nomenat secretari perpetu; En l'actualitat (2013), als Jocs Florals de la "Compagnie" s'hi atorga un premi "Henri Duclos" ofert pel "Rotary Club", entitat a què Duclos havia estat vinculat. El compositor Martin Garcias havia musicat per a veu i piano la seva poesia Offrande (Perpinyà, 1940?).
El 1970 era conservador del Museu Petiet, del seu Limós natal.
La seva actuació literària i cívica fou reconeguda amb diverses distincions: un premi de l'Acadèmia Francesa, el grau d'oficial de la Legió d'Honor, i la Creu de Guerra 1939-1945.

## Obres
(selecció)
- L'Abesse.  París: Bernard Grasset, 1928.
- Antone Tchekhov. Le médecin et l'écrivain. Contribution à l'Histoire de la Médecine [tesi doctoral].  Montpellier: Imp. Emmanuel Montané, 1927.
- Duclos, Henri; Salvat, Joseph; Laurentie, Emmanuel. Chemin de Croix = Lo Camin de crotz del deportat [texte français et provençal].  Toulouse: Collège d'Occitanie, 1946.
- Chemin de croix.  Toulouse: Centre d'art national français, 1971 (col. Poésie en poche).
- Le ciel est, par-dessus le camp....  París: La Nouvelle Édition, 1946.
- Duclos, Henri (poemes); Lurçat, Jean (il·lustracions). Complainte.  Aix: Chex l'Auteur, 1961 [Consulta: 11 novembre 2013]. Arxivat 2013-11-11 a Wayback Machine.
- Corbières.  Carcassonne: Éditions d'art Jordy, 1930 (À la porte d'Aude, collections des écrivains audois).
- Eloge de Clémence Isaure, lu en séance solennelle le 3 mai 1953.  Toulouse: Académie des Jeux Floraux, 1963. Extret del Recueil de l'Académie des Jeux Floraux, 1963
- Maingot, Georges; Sarasin, Raymond; Duclos, Henri. Exploration radiologique des colons et de l'appendice au moyen des solutions floculantes.  París: Masson et Cie, 1935.
- «Guillaume Apollinaire et la poésie traditionnelle. Conférence donnée le 19 avril 1963 à Perpignan». Tramontane, 357, 1953, pàg. 141-148. Arxivat de l'original el 2013-11-11 [Consulta: 11 novembre 2013]. Arxivat 2013-11-11 a Wayback Machine.
- De l'hiver à l'automme.  París: Le Divan, 1926.
- De l'individu dans la société actuelle. Conférence faite le 26 octobre 1937.  Perpinyà: Rotary-Club, 1937 [Consulta: 11 novembre 2013]. Arxivat 2013-11-11 a Wayback Machine.
- «Jean Lebrau» (en francès). Vallespir, Vol. 3, núm. 3, juil.-sept. 1930, pàg. 9-10.
- Jésus parmi nous.  París: La Nouvelle Édition, 1949. Descripció d'experiències viscudes al camp de concentració de Neuengamme (Alemanya)
  -  Le compagnon ou Jésus parmi nous.  Rodez: Subervie, 1981.
- Laennec.  París: Ernest Flammarion, 1949 (col. Chefs de file).
- O saisons.  París: Le Divan, 1957.
- Le prieur de Prouille.  París: Bernard Grasset, 1926.
- Le rendez-vous, roman.  París: Bernard Grasset, 1935.
- Tenu par espejo.  París: Bernard Grasset, 1926.
- Vacances.  París: La Nouvelle Édition, 1944.
- Voix sans issue.  Rodez: Subervie, 1980. Descripció de l'experiència de ser laringectomizat